# Pidvynohradiv
Pidvynohradiv, česky také Ardovec, ukrajinsky Підвиноградів, maďarsky Szőlősvégardó, je obec v okrese Berehovo v Zakarpatské oblasti na Ukrajině. Od 12. června 2020 je součástí Vinohradivské městské komunity. V roce 2024 zde žilo 5965 obyvatel.

## Historie
První písemná zmínka o této obci pochází z roku 1295. Do podepsání Trianonské smlouvy byla součástí Uherska, poté byla součástí Československa. V roce 1938 byla  v důsledku první vídeňské arbitráže přičleněna k Maďarsku. Od roku 1945 byla součástí Sovětského svazu, resp. Ukrajinské sovětské socialistické republiky; nakonec od roku 1991 je součástí samostatné Ukrajiny.